# 違法
违法是做出违反法律的行为。违法并不一定有犯罪，有做出违反刑法的行为才是犯罪。犯罪的人可以受到刑事诉讼，并受到刑事处罚；只是做出除犯罪外的违法行为的人，则不会受到刑事诉讼和刑事处罚。亦可稱「違規」、「犯法」、「觸法」。
在許多大陸法系國家，這是一種非刑事犯罪，類似於普通法國家的違規或民事處罰（civil penalty）。